# Pied-de-coq (plante)
Taxons concernés
- Dans la famille des Rosaceae
  - dans le genre Crataegus
- Dans la famille des Fabaceae
  - dans le genre Dorycnium
- Dans la famille des Poaceae
  - dans le genre Echinochloa
- Dans la famille des Ranunculaceae
  - dans le genre Ranunculusmodifier

En botanique, le nom français vernaculaire ou vulgarisé Pied-de-coq fait référence à :
- Crataegus crus-galli, l’Aubépine pied-de-coq, une espèce de la famille des Rosaceae[1] ;
- Dorycnium hirsutum, le Pied de coq, une espèce de la famille des Fabaceae[2] ;
- Echinochloa crus-galli, le Pied-de-coq ou Panic pied-de-coq, une espèce de la famille des Poaceae[3] ;
- Echinochloa crus-pavonis, le Pied-de-coq ou Panic pied-de-coq, une espèce de la famille des Poaceae[4] ;
- Echinochloa frumentacea, le Pied-de-coq cultivé, une espèce de la famille des Poaceae[5] ;
- Echinochloa stagnina, le Pied-de-coq du Niger, une espèce de la famille des Poaceae[6] ;
- Ranunculus acris, le Pied-de-coq, une espèce de la famille des Ranunculaceae[7] ;
- Ranunculus bulbosus, le Pied de coq, une espèce de la famille des Ranunculaceae[8].